# Der Pass
Der Pass ist eine deutsch-österreichische Krimi-Fernsehserie von Cyrill Boss und Philipp Stennert mit Julia Jentsch und Nicholas Ofczarek in den Hauptrollen. Nach Babylon Berlin und Das Boot ist dies die dritte Eigenproduktion von Sky Deutschland. Die Serie besteht aus drei 8-teiligen Staffeln, die von 2019 bis 2023 erschienen.

## Handlung

### Staffel 1
Auf einem Bergpass wird eine in bizarr arrangierter Position über einem Grenzstein der deutsch-österreichischen Grenze liegende Leiche gefunden. Die deutschen Ermittlungsbehörden entsenden die engagierte Kriminalpolizistin Ellie Stocker aus Berchtesgaden. Doch ihr Gegenüber aus Österreich, der zynische und wenig engagierte Inspektor Gedeon Winter, zeigt zunächst wenig Interesse an einer Zusammenarbeit.
Als bald darauf weitere symbolisch arrangierte Leichen gefunden werden, wird klar, dass es sich um einen Serientäter handelt. Bei seinen Opfern hinterlässt er die Botschaft Die rote Jahreszeit kommt und stilisiert sich als Krampus, der die Gesellschaft für ihre Sünden bestrafen muss. Der Täter will Zeichen setzen und versteht seine Untaten als Werk, das wie ein Weckruf wirken soll. Zu den Opfern zählen daher auch ein bulgarischer Schlepper, der den Tod vieler in einem Lastwagen eingesperrter Flüchtlinge zu verantworten hat, und der Manager einer Stiftung, der in großem Stil betrogen hat.
Der Druck auf Stocker und Winter, den Täter zu stoppen, erhöht sich mit jedem neuen Opfer. Bei ihren Ermittlungen dringen die beiden Ermittler immer tiefer in die dunklen Täler, die archaischen Bräuche der Region und die wahnhafte Welt des Mörders ein. Über ein Onlineportal gelingt es den Ermittlern, mit dem Täter in Kontakt zu treten. Sie hoffen, ihn so identifizieren oder wenigstens ihm eine Falle stellen zu können. Doch dieser dreht den Spieß um und vernetzt sich in die Wohnung der Kommissarin Stocker, während sie und Winter denken, ihn gerade zu stellen. So ist der Täter immer informiert und der Polizei stets einen Schritt voraus. Insgeheim hat er sich sogar in die Kommissarin verliebt und genießt die Aufnahmen von ihr. Da es inzwischen einen Trittbrettfahrer gibt, fällt die Polizei auf diesen herein und macht ihn für die „Krampusmorde“ verantwortlich.
Zwischen den Ermittlungen wird Gedeon Winter immer wieder von seiner Vergangenheit als korrupter Drogenermittler eingeholt. Er liefert Informationen zu aktuellen Fällen an die „Califati“. Auf diese wird nicht näher eingegangen, jedoch scheint Gedeon in deren Schuld zu stehen, zumindest kann er nicht einfach aufhören. So muss er als „Tatortreiniger“ ein Messer verschwinden lassen, mit dem der Califati-Sohn einen Mord beging. Gedeon wird von Califati gewarnt, dass man von seiner Vorladung zu dem Fall weiß. Er schwört, dass er nichts sagen wird und das Messer schon hat verschwinden lassen.
Gedeon Winter wird auf Grund seiner alternativen Ermittlungen sowie der öffentlichen Aussage, dass die Polizei nur einen Nachahmer gefasst hat, vom Dienst suspendiert.
Ellie Stocker kauft sich ein Haus am See und geht ihrer normalen Arbeit nach. Die Sonderkommission wird aufgelöst, und da es nun tatsächlich schon ein Jahr lang keine Morde mehr gibt, scheint die Welt wieder in Ordnung. Dass dies ein Trugschluss ist, davon ist Kommissar Winter überzeugt, als man zufällig im Wald vergrabene Leichenteile findet, die dort seit mindestens einem Jahr „zugebracht“ haben. Winters Ehrgeiz ist geweckt, den wahren Täter zu finden, und er versucht Ellie Stocker davon zu überzeugen, dass der „Krampusmörder“ noch immer auf freiem Fuß ist. Er selbst übergibt das doch nicht versteckte Messer an den Staatsanwalt und bekommt seinen Polizeiausweis zurück. Nach anfänglichem Zögern recherchiert Ellie Stocker nach allen Vermisstenfällen der vergangenen Jahre in der Hoffnung, Anhaltspunkte zu der letzten Frauenleiche zu finden. Ihre Suche führt sie bis ins Ausland, wo sie eine Frau ausfindig machen kann, die seit zwei Jahren ihre Schwester vermisst. Nachdem sich Stocker sicher ist, dass es sich bei der Toten um die vermisste junge Frau handelt, lässt sie sich von deren Schwester die letzten Handyfotos schicken, die sie in einem Gebirge zeigen. Mit Winters Hilfe können sie darauf das Waldgasthaus ausmachen, in welchem die junge Frau als Köchin gearbeitet hatte, bis sie dann vor einem Jahr plötzlich verschwunden war. Nach einer Zeugenaussage wurde sie öfter in der Nähe einer Hütte gesehen, wo ein junger Mann gewohnt hatte. So gelingt es Winter, Gregor Ansbach als letzten Nutzer der Hütte zu ermitteln. Auf der Suche nach ihm muss Winter erkennen, dass Ansbach seit einiger Zeit in unmittelbarer Nachbarschaft von Ellie Stocker wohnt, da er der Vermieter des Hauses am Sees ist. Als Winter Stocker warnen will, ist Ansbach, da er durch seine Überwachungsaktionen vom Ermittlungsstand gegen ihn informiert ist, bereits bis zu Stocker vorgedrungen und bringt sie dazu, mit ihm zusammen etwas zu trinken. Er zeigt sich nicht weiter darüber verwundert, dass seine Verhaftung nun kurz bevorsteht. Seiner Angebeteten erklärt er, dass er immer wusste, dass dieser Tag kommen würde und er bereit sei. Er bedroht sie mit dem Messer und zwingt sie zu einem Kuss, den sie widerwillig zulässt. Danach lässt er von ihr ab. Als Winter und das SEK eintreffen, lässt er sich widerstandslos festnehmen. Beim ersten Verhör meint er zu Winter, dass ihn Ellie gerettet habe und er nun für immer mit ihr verbunden sei. Was Ansbach damit meinte, zeigt sich am nächsten Tag, als Ellie Stocker mit akuten Vergiftungserscheinungen zusammenbricht und nur durch Winters schnelles Eingreifen dem Tod entgeht. Zur gleichen Zeit stirbt Ansbach unbemerkt in seiner Untersuchungszelle – durch das gleiche Gift, welches er dem Getränk bei Stocker beigemischt hatte.
In der Schlussszene der ersten Staffel wird Kommissar Winter von Unbekannten angeschossen, als er in seinem Wagen an einem Bahnübergang wartet. Da Winter von Califati informiert wurde, dass man von seiner Übergabe des Messers an den Staatsanwalt und den Ermittlungen sowie der Festnahme des Sohnes weiß, kann es eigentlich nur im Auftrag von Califati erfolgt sein.
Ob Kommissar Winter überlebt, bleibt vorläufig offen.

### Staffel 2
Ellie Stocker leidet psychisch immer noch unter den Erlebnissen, die sie in der Gewalt des Krampusmörders hatte. Beim Einsatz eines SEK in einem Kieswerk wird sie von einem Flashback heimgesucht, der darin endet, dass sie den aus der Ferne auf sie zukommenden Einsatzleiter nur noch als dunkle, bedrohliche Gestalt schemenhaft wahrnimmt. Sie bedroht ihn daher mit ihrer Dienstwaffe, obwohl sie von mehreren Kollegen angesprochen wird. Infolgedessen wird Ellie für mehrere Monate suspendiert.
Der orientierungslose Salzburger Unternehmersohn Alexander („Xandi“) Gössen erfährt währenddessen einen Misserfolg, als er beim Vorspielen für die Aufnahmeprüfung am Mozarteum abgelehnt wird. Seinen abartigen Neigungen folgend misshandelt der Hobbyjäger zunächst eine angeschossene Rothirschkuh und begeht wenig später seinen ersten Mord. Er tötet eine junge Touristin, die er zuvor als Anhalterin mitgenommen und über längere Zeit hinweg beobachtet hatte.
Da die Getötete aus Deutschland stammte, greift die Salzburger Polizei erneut auf die Mithilfe der Bayerischen Polizei zurück. Die junge, eifrige Ermittlerin Yela Antic lässt sich entsenden, nachdem sie der ranghöheren Ellie Stocker hierbei kaum eine andere Wahl lässt. Als Zeugin bei dem Vorfall im Kieswerk gibt sie Ellie zu bedenken, dass ihr Bericht über den Vorfall noch nicht geschrieben sei und sie gerne den Salzburger Fall übernehmen würde.
In Österreich stößt Antic auf Grund ihres Alters bei den ortsansässigen Beamten zunächst auf Vorbehalte. Sie kann dort jedoch schnell mit ihren Fähigkeiten überzeugen. Beeindruckt vom Krampusmörder-Fall sucht sie den Rat von Gedeon Winter. Dieser befindet sich seit langem dienstunfähig auf Rehabilitation und leidet vor allem darunter, dass ein Projektil in seinem Kopf verblieben ist und sich bisher kein Chirurg zutraut, es zu entfernen. Die Califati hat mitbekommen, dass Winter den Anschlag auf ihn überlebt hat. Da man bei der Califati-Familie gläubig ist, kann er nur überlebt haben, weil er in Bündnis mit dem Teufel eingegangen ist. Man verschwendet keine Kugel mehr an ihn, da das viel schlimmer sei als alles andere.
Nach anfänglicher Skepsis lernt Winter die Kollegin schnell zu schätzen und erkämpft sich mit ihrer Hilfe eine inoffizielle Beratungsfunktion in der Mordkommission. Antic bemerkt bei einer Tatortbegehung einen benachbarten Jägerstand. In der Annahme, dass der Mörder das erste Opfer von dort aus beobachtet hat, begutachtet sie den Jägerstand und malt sich in ihr Notizbuch ein dort befindliches Logo ab.
Ein Jahr vergeht und Alexander tötet eine weitere Frau, nachdem der befreundete Tierpräparator Manfred Kroiß ihm die inzwischen ausgestopfte Hirschkuh vorbeigebracht hatte. Auf einem einsamen Parkplatz lauert Alexander der Langläuferin Miriam Tander auf.
Seinem älteren Bruder Wolfgang ist klar, wer für die Morde verantwortlich ist. Offenbar wusste Wolfgang von Alexanders Neigungen. Auch vor dem Jagdausflug, der seine Idee war, hatte Wolfgang entsprechende Andeutungen gemacht und Alexander in auffälliger Weise mit der Hirschkuh alleine gelassen.
Als skrupelloser Bauunternehmer hat er eine Anwältin, die ihm umfangreiche Polizei-Interna beschafft. Der korrupte Leiter der Mordkommission Manuel Riffeser versorgt sie über einen Mittelsmann mit sämtlichen Ermittlungsakten -- zunächst ohne sich Gedanken darüber zu machen, bei wem die Informationen landen und dass er damit seiner eigenen Arbeit jede Aussicht auf Erfolg nimmt. Da Alexander der Langläuferin gemäß einer alten Jagdtradition einen Fichtenzweig in den Mund steckt, fällt der Verdacht schnell auf alle ortsansässigen Jäger.
Wolfgang rät seinem Bruder, sich bei einer telefonischen Beratung anonyme Hilfe zu besorgen.
Er beschließt, Kroiß die beiden Taten anzuhängen. Hierzu sucht er heimlich Kroiß' Tierpräparations-Werkstatt auf, um dort den Ehering der Langläuferin zu verstecken. Er entscheidet sich jedoch um und verlässt die Werkstatt unverrichteter Dinge. Später ruft Wolfgang anonym bei der Polizei an, um Kroiß der Taten zu bezichtigen. Als dieser die Polizei bei sich zu Hause anrücken sieht, ruft er panisch bei Wolfgang an, um Hilfe von ihm zu bekommen. Wie sich erst nach und nach herausstellt, hatte Kroiß Jahre zuvor Laura Berger beim Eislaufen auf einem einsamen See umgeschubst. Dabei zog sie sich eine Hirnblutung zu, in Folge derer sie am Tag darauf ins Wachkoma fiel. Einige Jahre zuvor hatte Berger mit einer Jägervereinigung, der die Gössen-Brüder und Kroiß angehörten, wilde Partys gefeiert. Dabei war sie eines Tages von Alexander brutal vergewaltigt worden. Sie wandte sich aber danach nicht an die Polizei, sondern beschloss, die Gössen-Brüder mit einem Video zu erpressen, auf dem Wolfgang über getätigte Bestechungs-Zahlungen spricht, mit denen er Änderungen im Baurecht erwirkt hatte. Kroiß, der den Gössens gegenüber krankhaft loyal ist, hatte danach versucht, Berger davon abzubringen, wobei es zu dem Unfall auf dem Eis kam.
Angesichts dieses Geheimnisses und der bevorstehenden Festnahme sieht Kroiß sich in einer verzweifelten Situation. Wolfgang gibt Kroiß zu verstehen, dass er ihm nicht helfen würde, und treibt ihn so in den Tod, wie er selbst es seinem Bruder später vorhält. Einige Zeit zuvor hatte Kroiß Wolfgang gegenüber versichert, dass er lieber sterben würde als die Gössens bei irgendetwas zu verraten.
Während die Polizei sich bereit für den Zugriff macht, ruft Yela Antic an, um zu melden, dass Manfred Kroiß ein sicheres Alibi durch seine Exfrau hat. Noch bevor die Polizei das Haus betritt, schickt Kroiß jedoch seinen fünfjährigen Sohn aus dem Haus und schneidet sich die Pulsadern auf.
In Folge dieses Misserfolges der Polizei wird Antic von dem Fall abgezogen. Auf der Heimreise mit dem Auto beschließt sie spontan an den Gebirgsfluss Zill zurückzukehren, an dem die Langläuferin ermordet worden war.
Dort begegnet sie Alexander mit seinem Jagdgewehr, der sie auf Grund der beschafften Polizei-Akten erkennt. Nach einem kurzen Gespräch wendet Antic sich ab, um zum Auto zurückzukehren, als Alexander ihr offenbart, er wisse, dass sie ihn suche.
Nachdem Yela Antic sich erneut Alexander zuwendet, wird sie erschossen.
Einige Monate vergehen. Elli Stocker hat sich psychisch so weit stabilisiert, dass sie den Dienst wieder aufnehmen kann. Sie steigt wieder in den Fall der Mordserie ein und es kommt dabei zu einem Wiedersehen mit Gedeon Winter.
Eine Mitarbeiterin eines Gartencenters wird von Alexander in einem abgelegenen Haus festgehalten. Er misshandelt sie und versorgt ihre Verletzungen.
Ellie kontaktiert einen Tierfotografen, den sie als Versehrten aus einem Bombenattentat kennt. Sein entstelltes Gesicht hat sie auf einer Kinderzeichnung, die von Manfred Kroiß' Sohn stammt, erkannt. Da der Fotograf Fotofallen verwendet, entdeckt sie mit seiner Hilfe einen geheimen Bunker. Darin sichern die Ermittler Spuren, die auf die Jägervereinigung hindeuten. Außerdem stoßen sie auf die Leiche einer weiteren Frau, die im Bunker gefangen war und in der Zwischenzeit umgekommen ist, was ihrem Entführer aber möglicherweise nicht bekannt war. Gravuren am Vorhängeschloss des Bunkers führen nach Bayern. Dort trifft Stocker auf die Witwe eines Jägers, der die Vereinigung unzufrieden verlassen hatte. Sie liefert aufschlussreiche Informationen über die Mitglieder der Jägervereinigung sowie auf die Anwältin der Gössens.
Gedeon Winter greift auf seine alten Kontakte zu Califati zurück. Er handelt mit ihm aus, dass Califatis Leute ihm das Adressbuch der Anwältin besorgen. Im Gegenzug bekommt Califati Informationen über eine rivalisierende Bande. Stocker willigt mit schlechtem Gewissen ein. Der Anwältin wird gewaltsam ihr Adressbuch entzogen, sodass Stocker und Winter zunächst herausfinden, dass Laura Berger und weitere Frauen von der Jägervereinigung mit Verzichtserklärungen abgefunden worden waren. Wenig später machen sie eine dieser Frauen ausfindig, von der sie erfahren, dass die Gössen-Brüder Laura Berger vergewaltigt haben sollen.
Bei einer Observation der Umgebung des Bunkers entkommt Alexander den Ermittlern nur, weil er im letzten Moment gewarnt wird. Wolfgang ruft ihn an, sodass die Polizei nur sehen kann, dass Alexanders Geländewagen auf der einzigen Zufahrtsstraße zum Bunker wendet. Später wird er doch noch zur Vernehmung festgesetzt. Gedeon Winter äußert Stocker gegenüber schon früh, dass es in den Ermittlungen eine undichte Stelle gibt. Eine Psychologin der telefonischen Beratungsstelle, die sich an die Polizei gewendet hatte, identifiziert Alexander als einen Anrufer, der ihr von Phantasien erzählt hatte, in denen er Frauen misshandelt. Diese Phantasien gibt Alexander im Verhör zu, behauptet aber, dass die Telefonate geholfen haben. Später verhört Stocker ihn alleine und ohne Tonaufnahmen. Er gibt die Taten zu, wird dann aber von seiner Anwältin aus dem Verhör befreit. Alexander und Wolfgang, der ebenfalls verhört worden ist, werden frei gelassen. Die Mutter der beiden bereitet für Alexander eine Flucht nach Südafrika vor. Riffeser gesteht Winter gegenüber, dass er der Maulwurf in den Ermittlungen ist.
Der entführten Frau gelingt es, sich zu befreien und einen benachbarten Bauern um Hilfe zu fragen.
Nachdem Alexander aus dem Verhör entlassen wird, fährt er zu dem Haus, in dem er die Entführte festhält. An der Zufahrtsstraße begegnet er dem alarmierten Bauern und erschlägt ihn kurzerhand.
Die Mutter der Gössen-Brüder hält Gedeon auf, um ihn zu bestechen. Wie sich später herausstellt, stiehlt er infolgedessen das Gewehr, mit dem Yela Antic erschossen worden war, aus der Asservatenkammer.
Auf der Suche nach dem Erpressungs-Video fährt Ellie Stocker ein weiteres Mal zu Laura Berger. Dort findet sie es auf einen USB-Stick.
Mit dem Video bringt Stocker Wolfgang dazu, Alexanders Festnahme zu ermöglichen. In Haft gesteht Alexander alle Morde und Entführungen. Stocker fällt dabei auf, dass er über jede Tat bereitwillig spricht, während er sich beim Mord an Yela Antic äußerst wortkarg gibt.
Sie stellt eigene Ermittlungen an und findet dabei heraus, dass in der Nähe des Tatortes Reifenspuren eines nicht identifizierten Fahrzeugs gesichert worden waren. Sie besucht Alexander im Gefängnis und bekommt von ihm die Aussage, dass Wolfgang hinter Antics Rücken aufgetaucht sei, um seinen Bruder zu suchen. Er habe sie mit seinem Jagdgewehr erschossen. Alexander gibt jedoch zu verstehen, dass diese Geschichte nicht seine offizielle Aussage werden wird. Im Laufe ihrer eigenen Ermittlungen findet Stocker heraus, dass Winter die Tatwaffe aus der Asservatenkammer geschmuggelt hat. Nachdem Winter feierlich in den Dienst zurückkehrt, stellt sie ihn zur Rede und erfährt den Grund für sein Handeln. Sie warnt ihn, dass sie weiter für Gerechtigkeit kämpfen und dabei keine Rücksicht auf ihn nehmen wird. Sie selbst ist inzwischen jedoch suspendiert worden.

### Staffel 3
Die dritte Staffel handelt von einem Serienmörder. Ein weiterer Handlungsstrang bezieht sich auf ein Bauprojekt im Zilltal von Unternehmer Gössen (zweite Staffel). Außerdem arbeitet Gedeon Winter seine traumatische Vergangenheit auf.
Die dritte Staffel spielt gut sechs Monate nach dem Abschluss der zweiten Staffel. Auf einer Passstraße zwischen Österreich und Deutschland wird dem Motorradfahrer Samir Schuchter von einer unbekannten Person nach einem inszenierten Sturz das Genick gebrochen und er wird danach fotografiert. Zuvor hat der Unbekannte mit einem speziellen Würfel das Zeichen Ω erwürfelt. Wenige Tage später wird Marianne Eberharter, die in einer Waldhütte auf ihren Verlobten wartet, vom Unbekannten aus der Hütte gezerrt und im Wald lebendigen Leibes verbrannt. Auch hier hat er vorgängig beim Würfeln das Zeichen Ω erwüfelt. Ein dritter Fall endet anders: Der Unbekannte würfelt das Zeichen A; ein von ihm beobachteter Mann, der den Bahnhof verlässt, wird verschont. Α (Alpha) steht für Leben, Ω (Omega) für Tod.
Ellie Stocker erfährt, dass der Immobilienunternehmer Gössen vor der Fertigstellung von Chalets im Zilltal in einem Naturschutzgebiet steht. Sie will ihn als Mörder von Yela Antic (zweite Staffel) nach wie vor vor Gericht stellen.
Gedeon Winter übernimmt als Soko-Leiter die Ermittlungen im Mordfall Marianne Eberharter. Gedeon geht es physisch wie psychisch schlecht. Nebst seiner Polizeiarbeit sucht er aus privaten Gründen nach dem Künstler Oskar Maria Koschlick.
Es folgt ein weiteres Opfer: Tobias Dorfmeister wird vom Unbekannten ermordet, nachdem der Würfel das Zeichen Ω zeigte. Wiederum macht der Unbekannte Fotos vom Toten und entwickelt sie in seinem Fotolabor. Ellie Stocker wird von einem Arbeitskollegen informiert, dass Tobias Dorfmeister dessen Vater dazu gedrängt hatte, sein Grundstück an Gössen zu verkaufen. Sie tauscht mit Journalist Charles Turek Informationen aus und erfährt, dass die ermordete Marianne Eberharter das für die Gössen-Chalets geplante Gelände als Naturschutzgebiet in Bauland umfirmierte.
Kai Markstein, der einem Satanisten-Kult angehörte und von den Behörden verdächtigt wird, sieht man zusammen mit dem Unbekannten beten. Der Reichsbürger Andreas Haas, ehemaliger Polizist, wird ebenfalls verdächtigt, aber mangels Beweisen freigelassen. Währenddessen wird der Lehrer Peter Lechner in einer Garderobe eines öffentlichen Schwimmbads vom Unbekannten ermordet. Auch in diesem Fall hat der Unbekannte vorgängig gewürfelt und vom Ermordeten Fotos gemacht.
Kai Markstein begeht in einer rituellen Handlung Selbstmord. Gedeon findet heraus, dass die Mordserie mit der alten Sage um ‘Schinderjackl’ zu tun hat und jemand diesen imitiert. In der Sage lebt Jackl im Wald und unterrichtet und quält Kinder. Ellie Stocker entdeckt die Höhle des Jackl-Imitators und dieser kann festgenommen werden. Die Polizei findet heraus, dass der Jackl-Imitator Stefan Polt heißt. Bei einem Verhör von Stefan Polt bricht Gedeon zusammen und kommt ins Spital. Bei einer Razzia erschießt Andreas Haas einen Polizeibeamten und begeht danach Suizid.
Gedeon hat inzwischen herausgefunden, wo Koschlick lebt. Er fährt zu ihm. Koschlick hatte vor ca. 35 Jahren die Künstler-Kommune geleitet und Kinder, darunter auch Gedeon, missbraucht. Gedeon erschießt Koschlick.
Bei einer Hausdurchsuchung bei Krankenpfleger Felix Riedle entdeckt Ellie das Fotolabor mit den Fotos der Ermordeten. Danach geht sie zur Höhle von Polt und trifft Felix an. Felix erzählt seine Geschichte: Als ersten Mord tötete er seinen gewalttätigen Vater. Da er den Akt des Tötens genoss, tötet er erneut, nämlich die Mutter von Polt im Pflegeheim – und machte jeweils von den Opfern Fotos. Seine weiteren Opfer sind Samir, Marianne, Tobias und Peter. Er, der Unbekannte, habe die Opfer nicht gekannt und mit dem Würfel nach Zufall getötet. Schließlich bringt sich Felix um.
Ellie besucht Gedeon im Spital. Gedeon hat herausgefunden, dass nicht nach Zufall gemordet wurde, sondern dass Felix für Polt getötet habe. Gedeon hat die Sprüche von Polt, „Sequere Me Te Protegam“ und „Satan Magister Te Protectat“, entschlüsselt. Die Anfangsbuchstaben lauten SMTP. Diese stehen für Samir, Marianne, Tobias und Peter, die aus Rache ermordet wurden. Es sind die vier ehemaligen Kinder, die vor Jahren von Polt missbraucht wurden und ihn verrieten. In der Folge musste er das Kloster, in dem er lebte, verlassen.
Gedeon stirbt, Ellie verabschiedet sich von ihm.
In der letzten Szene tanzen Ellie und Gedeon zusammen zu Wolfgang Ambros’ I drah zua.

## Besetzung

### Auftritt in mehreren Staffeln
- Julia Jentsch: Ellie Stocker
- Nicholas Ofczarek: Gedeon Winter
- Lucas Gregorowicz: Charles Turek
- Martin Feifel: Christian Ressler
- Rony Herman: Sven Rieger
- Christian Baumann: Thomas Braun
- Matthias Hack: Ben Heller
- Christopher Schärf: Jörg Hässmann
- Vivi Gutheinz: Moderatorin
- Steffen Mennekes: Chauffeur
- Sibylle Canonica: Therese Gössen

### Staffel 1
- Franz Hartwig: Gregor Ansbach
- Hanno Koffler: Claas Wallinger
- Lukas Miko: Sebastian Brunner
- Natasha Petrovic: Milica Andov
- Theresa Martini: Louisa Baumgartner
- Victoria Trauttmansdorff: Johanna Stadlober
- Antonia Moretti: Joy
- Christian Aumer: Kommissar Widmann
- David Baalcke: Klaus Lehmann
- Maria Bachmann: Martina Bartl
- Hans Brückner: Innenminister G. Klein
- Katrin Filzen: Sara Körner
- Nikolaus Frei: Max Zeller
- Katharina Friedl: Miriam Tander
- Matthias Ransberger: Fred
- Ruth Wohlschlegel: Maklerin
- David Zimmerschied: Felix Riffeser alias Manus „Die Hand“
- Rainer Haustein: Richy
- Harald Schrott: Johannes Tischler
- Christian Buse: Jäger Rainer
- Clemens Aap Lindenberg: Califati
- Reinhold G. Moritz: Ex-Inspektor Hahn
- Ernst Stötzner: Wolfgang Stocker
- Franziska Hackl: Claudia Gernot

### Staffel 2
- Franziska von Harsdorf: Yela Antic
- Dominic Marcus Singer: Alexander („Xandi“) Gössen
- Christoph Luser: Wolfgang Gössen
- Erol Nowak: Manni Krois
- Andreas Lust: Manuel Riffeser
- Gisela Aderhold: Alina Reichelt
- Sophia Schiller: Laura Berger
- Michael Fuith: Staatsanwalt Svoboda
- Roland Silbernagl: Konstantin Vogas
- Gabriela Garcia Vargas: Rebecca Afarid
- Marie Sophie von Reibnitz: Tonia Roth
- Christina Cervenka: Clara Sidorow
- Claudia Kottal: Natalia Stanner
- Gisela Salcher: Daniela Berger
- Hans-Maria Darnov: Alfons Holzmann Bergbauer
- Rina Juniku: Rosalie Jonas
- Lisa-Maria Sommerfeld: Lisa Hildebrandt

### Staffel 3
- Johannes Zirner: Rafael Lutz
- Claudia Kainberger: Pia Goiginger
- Frederic Linkemann: Andreas Haas
- Victoria Mayer: Nadine Hofer
- Felix Kammerer: Felix Riedle
- August Diehl: Stefan Polt
- Peter Miklusz: Kai Markstein
- Alexander Stecher: Oskar Maria Koschlik (Vergangenheit)
- Paulus Manker: Oskar Maria Koschlik (Gegenwart)
- Lukas Walcher: interner Ermittler
- Katia Fellin: Ina Mayer
- Gabriel Raab: Volker Zacher
- Dolores Winkler: Marianne Eberharter
- Julian Sark: Zillner

## Produktion
Die Dreharbeiten für die erste Staffel fanden von November 2017 bis April 2018 in Deutschland und Österreich statt. Gedreht wurde unter anderem in Bad Gastein, Berchtesgaden, Golling an der Salzach, Graz, Hallein, Söcking (Starnberg), Wien und am Grundlsee sowie in Sportgastein. Gedeon Winters Stammlokal ist das Café am Heumarkt in Wien.
Produziert wird die Serie von der deutschen Wiedemann & Berg Filmproduktion, Koproduzent ist die österreichische Epo-Film.
Gefördert wurde die Produktion vom FilmFernsehFonds Bayern, vom Fernsehfonds Austria, der Filmförderung des Landes Salzburg, der CINESTYRIA Filmcommission and Fonds und der Film Commission Graz.
Die Drehbuchautoren ließen sich mit Blick auf die Darstellung der Polizeiarbeit und der Täterperspektive von dem Fallanalytiker Alexander Horn beraten.
Für den Schnitt zeichneten Andreas Baltschun und Lucas Seeberger verantwortlich, für das Kostümbild Thomas Oláh, für das Szenenbild Heike Lange, für den Originalton Herbert Verdino, Walter Fiklocki und Quirin Böhm, für die finale Tongestaltung und Abmischung Nico Krebs und für das Maskenbild Tatjana Luckdorf und Evgenia Popova.
Im Januar 2020 starteten die Dreharbeiten zur zweiten Staffel. Sie wurden aufgrund der COVID-19-Pandemie nach 40 Drehtagen unterbrochen und im Herbst 2020 fortgesetzt.
Die Dreharbeiten zur dritten Staffel begannen im Juni 2022 und dauerten bis Oktober 2022. Für die Drehbücher zeichneten Christopher Schier, Senad Halilbasic und Robert Buchschwenter verantwortlich, die Regie übernahmen Christopher Schier und Thomas W. Kiennast. Für den Schnitt waren Nils Landmark, Jan Ruschke und Philipp Kleibel zuständig. Laut SKY spielen die acht Folgen der 3. Season nicht in Kälte und Schnee – wie die vorhergehenden Staffeln – sondern im Sommer. Premiere der ersten beiden Folgen der dritten Staffel war am 20. April 2023 im Wiener Gartenbaukino.

## Filmmusik
Musik spielt in Der Pass eine wichtige Rolle. Sie schafft eine düstere und spannungsgeladene Atmosphäre und liefert einen mystisch-morbiden Klangteppich.
Die Musik zur Serie wurde von Hans Zimmer kuratiert und stammt von Jacob Shea. Außerdem enthalten alle drei Staffeln Songs von Liedermachern und Rappern aus Österreich und teilweise auch aus Bayern – so u. a. von Wolfgang Ambros, Rainhard Fendrich, Voodoo Jürgens und Ulrich Dallinger.
Die dritte Staffel lebt von Musikpassagen, Klängen und Geräuschen, einmal sphärisch und melancholisch, ein andermal düster und beklemmend. Erst am Ende der Staffel kommt es mit I drah zua von Wolfgang Ambros zu einem gesungenen Lied, das die ganze Serie abschließt.
Soundtrack (Auswahl)

Songtitel / Sänger
- Die Finsternis / Wolfgang Ambros
- De Kinettn wo I schlof / Wolfgang Ambros
- Heit drah I mi ham / Wolfgang Ambros
- I drah zua / Wolfgang Ambros
- Weiss wie Schnee / Wolfgang Ambros
- Der Drache / Rainhard Fendrich
- Mitten ins Herz / Boris Bukowski
- Autumn Leaves / Bonsai Clerks
- Diatonic Sphere / Ulrich Dallinger
- Mutters Zwiefacher / Ulrich Dallinger
- Ned nur mia / Dreiviertelblut
- You and I / Delegation
- Alles aus / Fuzzman
- Wie der Wind / Hubert von Goisern
- Goetia / Lustmord
- Angst haums / Voodoo Jürgens
- Lächerlich / Kreiml & Samurai
- Blut / Yukno

## Veröffentlichung
Die Premiere erfolgte am 21. September 2018 auf dem Tribeca-TV-Festival, die Österreich-Premiere am 15. Januar 2019 im Urania-Kino in Wien und die Deutschland-Premiere am 16. Januar 2019 im Gloria-Palast in München.
Die Erstausstrahlung erfolgte ab dem 25. Januar 2019 auf Sky 1, auf Prime Video ab 27. November 2019 und im ZDF ab 1. Dezember 2019.
Am 20. Februar 2019 wurde bekannt, dass der Sender neue Folgen für eine zweite Staffel in Auftrag gegeben hatte, die im Winter 2019/20 gedreht werden sollten. Die Erstausstrahlung der zweiten Staffel erfolgte ab dem 21. Januar 2022 auf Sky.
Die dritte und letzte Staffel wurde vom 4. Mai 2023 bis 15. Juni 2023 auf Sky One erstmals ausgestrahlt. Die letzten drei Episoden waren aber bereits ab 27. Mai 2023 bei Sky GO und WOW abrufbar.
Die Serie wurde außerdem auf ZDF Neo, 3sat und RTL+ ausgestrahlt. Am 26. September 2024 veröffentlichte Netflix alle drei Staffeln.

## Episodenliste

### Staffel 1
| Nr. (ges.) | Nr. (St.) | Originaltitel           | Erstausstrahlung D (Sky 1) | Regie                         | Drehbuch                                   |
| ---------- | --------- | ----------------------- | -------------------------- | ----------------------------- | ------------------------------------------ |
| 1          | 1         | Finsternis              | 25. Jan. 2019              | Cyrill Boss, Philipp Stennert | Cyrill Boss, Philipp Stennert              |
| 2          | 2         | Die rote Jahreszeit     | 25. Jan. 2019              | Cyrill Boss, Philipp Stennert | Cyrill Boss, Philipp Stennert, Mike Majzen |
| 3          | 3         | Der Mann aus dem Wald   | 1. Feb. 2019               | Cyrill Boss, Philipp Stennert | Cyrill Boss, Philipp Stennert, Mike Majzen |
| 4          | 4         | Die Bösen und Unartigen | 1. Feb. 2019               | Cyrill Boss, Philipp Stennert | Cyrill Boss, Philipp Stennert              |
| 5          | 5         | Masken                  | 8. Feb. 2019               | Cyrill Boss, Philipp Stennert | Cyrill Boss, Philipp Stennert              |
| 6          | 6         | Aus Fleisch und Blut    | 8. Feb. 2019               | Cyrill Boss, Philipp Stennert | Cyrill Boss, Philipp Stennert, Mike Majzen |
| 7          | 7         | Der Sturm               | 15. Feb. 2019              | Cyrill Boss, Philipp Stennert | Cyrill Boss, Philipp Stennert              |
| 8          | 8         | Engerl                  | 15. Feb. 2019              | Cyrill Boss, Philipp Stennert | Cyrill Boss, Philipp Stennert              |

### Staffel 2
| Nr. (ges.) | Nr. (St.) | Originaltitel         | Erstveröffentlichung D (Sky One) | Regie                         | Drehbuch                                       |
| ---------- | --------- | --------------------- | -------------------------------- | ----------------------------- | ---------------------------------------------- |
| 9          | 1         | Prüfungen             | 21. Jan. 2022                    | Cyrill Boss, Philipp Stennert | Cyrill Boss, Philipp Stennert                  |
| 10         | 2         | Das Böse in den Augen | 21. Jan. 2022                    | Cyrill Boss, Philipp Stennert | Cyrill Boss, Philipp Stennert                  |
| 11         | 3         | Du bist mein Bruder   | 28. Jan. 2022                    | Cyrill Boss, Philipp Stennert | Cyrill Boss, Philipp Stennert                  |
| 12         | 4         | Der Wilderer          | 28. Jan. 2022                    | Cyrill Boss, Philipp Stennert | Cyrill Boss, Philipp Stennert                  |
| 13         | 5         | Mir zwaa              | 4. Feb. 2022                     | Cyrill Boss, Philipp Stennert | Cyrill Boss, Philipp Stennert                  |
| 14         | 6         | Der lange Schlaf      | 4. Feb. 2022                     | Cyrill Boss, Philipp Stennert | Cyrill Boss, Philipp Stennert                  |
| 15         | 7         | Hinter der Maske      | 11. Feb. 2022                    | Cyrill Boss, Philipp Stennert | Cyrill Boss, Philipp Stennert, Stefan Schaller |
| 16         | 8         | Verrat                | 11. Feb. 2022                    | Cyrill Boss, Philipp Stennert | Cyrill Boss, Philipp Stennert                  |

### Staffel 3
Das Drehbuch zu jeder Episode der dritten Staffel stammt von Robert Buchschwenter, Senad Halilbasic und Christopher Schier.
| Nr. (ges.) | Nr. (St.) | Originaltitel | Erstveröffentlichung D      | Regie                                  |
| ---------- | --------- | ------------- | --------------------------- | -------------------------------------- |
| 17         | 1         | Episode 1     | 4. Mai 2023 (Sky One)       | Christopher Schier                     |
| 18         | 2         | Episode 2     | 4. Mai 2023 (Sky One)       | Christopher Schier                     |
| 19         | 3         | Episode 3     | 11. Mai 2023 (Sky One)      | Thomas W. Kiennast                     |
| 20         | 4         | Episode 4     | 18. Mai 2023 (Sky One)      | Christopher Schier                     |
| 21         | 5         | Episode 5     | 25. Mai 2023 (Sky One)      | Thomas W. Kiennast                     |
| 22         | 6         | Episode 6     | 27. Mai 2023 (Sky GO / WOW) | Thomas W. Kiennast                     |
| 23         | 7         | Episode 7     | 27. Mai 2023 (Sky GO / WOW) | Christopher Schier                     |
| 24         | 8         | Episode 8     | 27. Mai 2023 (Sky GO / WOW) | Thomas W. Kiennast, Christopher Schier |

## Rezeption

### Kritik

#### Erste Staffel
Anna-Maria Wallner schrieb in der Tageszeitung Die Presse, dass schon nach der ersten Folge die Befürchtung zerstreut sei, die Serie könne sich zu lang mit klischeehaften deutsch-österreichischen Mentalitätsunterschieden aufhalten. Mutig und eher ungewöhnlich sei der Erzählweg, bei dem der Zuseher bereits in Folge drei erfahre, wer der Mörder ist. Dass sich die Spannung trotzdem halte, liege vor allem an den auffallend starken Bildern und dem düsteren Farbton. Die erste Szene erinnere an die Flüchtlingstragödie bei Parndorf.
Der Filmjournalist Oliver Kaever verwies in seinem Artikel auf Spiegel Online auf die aktuellen Zeitbezüge der Serie. Es gehe um Vereinzelung, die Macht des Internets und digitale Überwachungsfantasien. „Diese Aktualitäten treten aber zurück angesichts der hier mächtig sich ausbreitenden Trauer darüber, dass der Mensch dem Menschen ein Wolf ist, immer noch. Und die Welt kein Ort, der vergibt.“
Tilmann P. Gangloff befand auf Tittelbach.tv, dass sich die Produktion schon mit den ersten Bildern vom dänisch-schwedischen Vorbild emanzipiere. Handwerklich sei die Serie herausragend. Die Musik treibe die Spannung regelmäßig auf den Höhepunkt, „die Szenenwechsel sind von teilweise verblüffender Raffinesse, der Schnitt ist vorzüglich, und Kameramann Philip Peschlow hat Aufnahmen von grausiger Schönheit gestaltet. Trotzdem lebt eine Serie wie diese von den Figuren und ihren Darstellern.“
In der Süddeutschen Zeitung schrieb Claudia Tieschky von einer außergewöhnlich perfekten Krimiserie, bei der dosierte Mystery nur aparten Schauer erzeuge, als Begleiteffekt für die klassische, knallharte Jagd nach einem Serienmörder.

#### Zweite Staffel
Über die zweite Staffel schrieb Eric Leimann auf Prisma.de, dass diese die herausragende Qualität der ersten Staffel halten könne, und bezeichnete die Serie als deutsch-österreichisches True Detective. Alle Gewerke, beginnend beim Drehbuch, über Kamera, Musik, Schnitt und Schauspieler, würden einen sensationellen Job abliefern.
Auch Claudia Tieschky schrieb in der Süddeutschen Zeitung, dass die zweite Staffel genauso großartig wie die erste sei. Die Bilder seien edel, die Besetzung grandios. Es sei verblüffend gelungen, nach einer preisgekrönten ersten Staffel, die kaum zu überbieten zu sein schien, eine zweite, vielleicht sogar noch stimmigere nachzuschieben.
Während Christian Seidl in der Berliner Zeitung fünf von fünf Punkten vergab, bewertete Fabian Kurtz auf Fernsehserien.de die zweite Staffel mit 1,5 von fünf Sternen und meinte, dass die Serie dramaturgisch zu einer repetitiven Spannungsmaschine geworden sei, jede Szene würde nach demselben Muster auf einen Cliffhanger-Moment ausgearbeitet. Die zweite Staffel wirke wie ein billiger Abklatsch ihrer Vorgängerin. Die Serie arbeite so sehr auf das Ende hin, dass dem Weg dahin die Leidenschaft fehle.
Ähnlich zu Fabian Kurtz urteilte Oliver Kaever auf Spiegel.de, dass die zweite Staffel von Der Pass kein Komplettreinfall sei wie die zweiten Staffeln von Top of the Lake oder True Detective, allerdings viel zu routiniert und Opfer des eigenen Erfolgs. Spätestens ab der dritten Episode trete die Erzählung auf der Stelle. Die zweite Staffel mache aus Winter und Stocker zwei Figuren eines sich ausdehnenden Serienuniversums, die sich nur noch entwickeln, um dieses Universum in Gang zu halten. Glaubwürdig sei daran nichts mehr, berührend erst recht nicht.
Jan Freitag zählte die Inszenierung der zweiten Staffel dagegen auf dwdl.de zum Besten, was deutschsprachige Serienfiktion hervorbringen könne.
Elmar Krekeler zeigte sich auf welt.de ähnlich begeistert und schrieb, Boss und Stennert gelinge es aus einem fabelhaft vollen Werkzeugkasten eigentlich abgenutzt geglaubter Motive und Plotfäden ein höchst irritierend neues, brokatschweres Geschichtengewand zu schneidern.
Eric Leimann schrieb auf swyrl.tv dass die Fortsetzung von Der Pass die Qualität von Staffel eins halte. Die Serie sei so überragend durchkomponiert und mit großen, glaubwürdigen Dramaelementen versehen, dass das Wort Krimi definitiv zu klein erscheine.

### Zuschauerzahlen
Laut Sky Deutschland war die zweite Staffel von Der Pass hinsichtlich Zuschauerinteresse nach House of the Dragon die zweiterfolgreichste Serie des Jahres 2022 auf Sky und dem zugehörigen Streamingangebot WOW.

## Auszeichnungen und Nominierungen (Auswahl)
Goldene Kamera 2019
- Auszeichnung als Beste Serie[35][36]
- Nominierung in der Kategorie Bester Schauspieler (Nicholas Ofczarek)[37]

Romyverleihung 2019
- Auszeichnung in der Kategorie Beste TV-Serie (Quirin Berg, Max Wiedemann, Dieter Pochlatko, Jakob Pochlatko)[38][39]
- Auszeichnung in der Kategorie Beste(r) ProduzentIn TV-Film (Quirin Berg, Max Wiedemann, Dieter Pochlatko, Jakob Pochlatko)

Bayerischer Fernsehpreis 2019
- Nominierung in der Kategorie Bester Schauspieler (Nicholas Ofczarek)[40]

Venice TV Award 2019
- Nominierung in der Kategorie Beste TV Serie[41]

Deutsche Akademie für Fernsehen – Fernsehpreis 2019
- Auszeichnung in der Kategorie Tongestaltung (Herbert Verdino (O-Ton), Nico Krebs (Mischung und Sounddesign), Wolfi Müller (Geräuschemacher))[42]
- Auszeichnung in der Kategorie Casting (Daniela Tolkien)
- Nominierung in der Kategorie Produktion (Quirin Berg und Max Wiedemann)
- Nominierung in der Kategorie Redaktion/Producing (Oliver Ossege und Quirin Schmidt)
- Nominierung in der Kategorie Schauspieler Hauptrolle (Nicholas Ofczarek)

Jupiter-Award 2020
- Nominierung in der Kategorie Beste TV-Serie National[43]

Grimme-Preis 2020
- Auszeichnung in der Kategorie Fiktion
  - Cyrill Boss und Philipp Stennert (Buch/Regie)
  - Philip Peschlow (Kamera)
  - Quirin Berg und Quirin Schmidt (stellvertretend für die Produktion)
  - Julia Jentsch, Nicholas Ofczarek und Franz Hartwig (Darstellung)[44]

Deutscher Fernsehpreis 2020
- Auszeichnung in der Kategorie Beste Drama-Serie[45][46]
- Nominierung in der Kategorie Bester Schauspieler (Nicholas Ofczarek)
- Nominierung in der Kategorie Beste Regie Fiktion (Cyrill Boss, Philipp Stennert)
- Nominierung in der Kategorie Beste Kamera Fiktion (Philip Peschlow)

Romyverleihung 2022
- Auszeichnung in der Kategorie beliebtester Schauspieler Serie/Reihe (Nicholas Ofczarek)[47][48]
- Nominierung in der Kategorie Beste Serie TV/Stream (Wiedemann & Berg Filmproduktion, Epo-Film)[49]
- Nominierung in der Kategorie Beste Regie TV/Stream (Cyrill Boss und Philipp Stennert)

Deutscher Fernsehkrimipreis 2022
- Auszeichnung als beste Krimi-Serie (Staffel 2)[50][51]

Deutscher Fernsehpreis 2022
- Nominierung in der Kategorie Beste Drama-Serie (Sky/Wiedemann & Berg Television/epo-film)
- Nominierung in der Kategorie Bester Schauspieler (Nicholas Ofczarek)
- Auszeichnung in der Kategorie Beste Regie Fiktion (Cyrill Boss, Philipp Stennert)[54]

- Auszeichnung in der Kategorie Beste Kamera Fiktion (Philip Peschlow)[54]
- Nominierung in der Kategorie Bester Schnitt Fiktion (Andreas Baltschun, Lucas Seeberger)

Fernsehfilmfestival Baden-Baden 2022
- Auszeichnung mit dem Deutschen Serienpreis als beste deutsche Serie (2. Staffel)[55][56]

Romyverleihung 2023
- Auszeichnung in der Kategorie Beste Serie TV/Stream[57]